# Banda Militar do Distrito Militar Oriental
A Banda Militar do Distrito Militar Oriental (em russo:  Военный оркестр штаба Восточного военного округа, transl. Voyennyy orkestr shtaba Vostochnogo voyennogo okruga) é uma unidade de banda militar das Forças Armadas Russas. É um ramo do Serviço de Banda Militar das Forças Armadas da Rússia. A banda se apresenta principalmente em Khabarovsk e em cidades do Distrito Militar Oriental. É o coletivo criativo mais antigo do Extremo Oriente Russo.

## História das bandas do Extremo Oriente
Por ordem do Imperador e decisão do Conselho de Estado em janeiro de 1884, um coro distrital de música de cobre foi formado na cidade de Khabarovsk sob a Diretoria de Tropas da Região de Amur. Ela desempenhava funções definidas pelos regulamentos militares. Durante a Guerra Russo-Japonesa, músicos militares participaram de batalhas pelo Exército Imperial Russo. A banda militar moderna foi fundada em 1946 por ordem do Marechal da União Soviética Rodion Malinovsky, para representar os militares do distrito recém-formado na vizinha China. Naquela época, havia uma banda militar em Khabarovsk, com músicos militares destacados da cidade de Tchita, onde ficava a sede da administração distrital. 

## Visão geral das atividades
Apresenta-se em feriados como o Dia da Vitória, 9 de maio, e o Dia do Defensor da Pátria (23 de fevereiro).  Ao longo dos anos, a banda se apresentou por todo o Extremo Oriente : visitou cidades como Sakhalin e Kamchatka, em Primorye. A banda participou do Primeiro Festival Internacional de Orquestras de Sopro em Pequim em 1995 e do Festival Internacional de Orquestras Militares em Wonju em 2004 e 2011.  Participou também do Festival de Música Militar da Torre Spasskaya e da Tatuagem.  Desde 2012, abriu o Festival Internacional de Bandas Militares das Ondas de Amur.  A banda é laureada em muitas competições e festivais internacionais, tanto no exterior quanto na Rússia. Em 1981, a banda recebeu o título de "Laureada do Prêmio Komsomol de Khabarovsk". Em setembro de 2019, participou de uma revista de bandas militares em Moscou em frente ao Major-General Timofey Mayakin, bem como de uma exposição na Praça Vermelha.  As conquistas criativas da banda foram marcadas com certificados de honra da liderança do Território de Khabarovsk, do Ministro da Defesa e do comandante do distrito. A banda conta atualmente com mais de cinquenta músicos.  

## Galeria

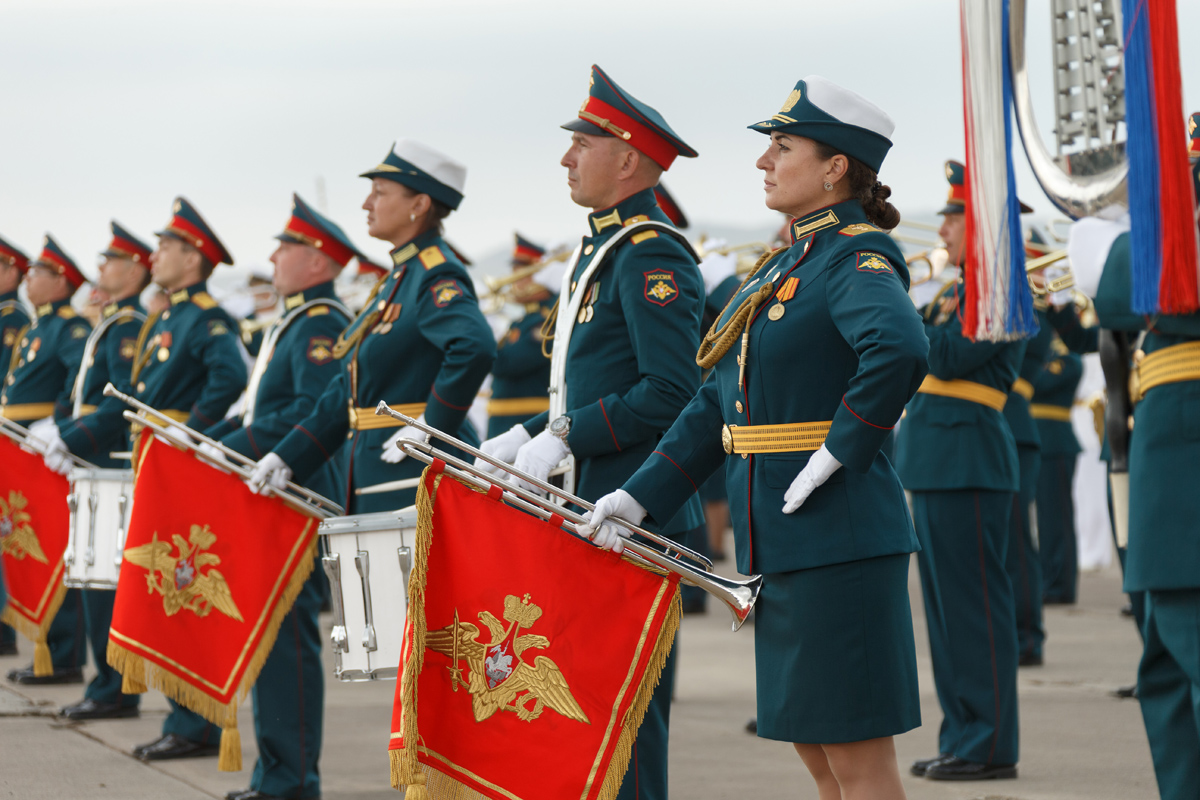
Trompetistas femininas da banda.
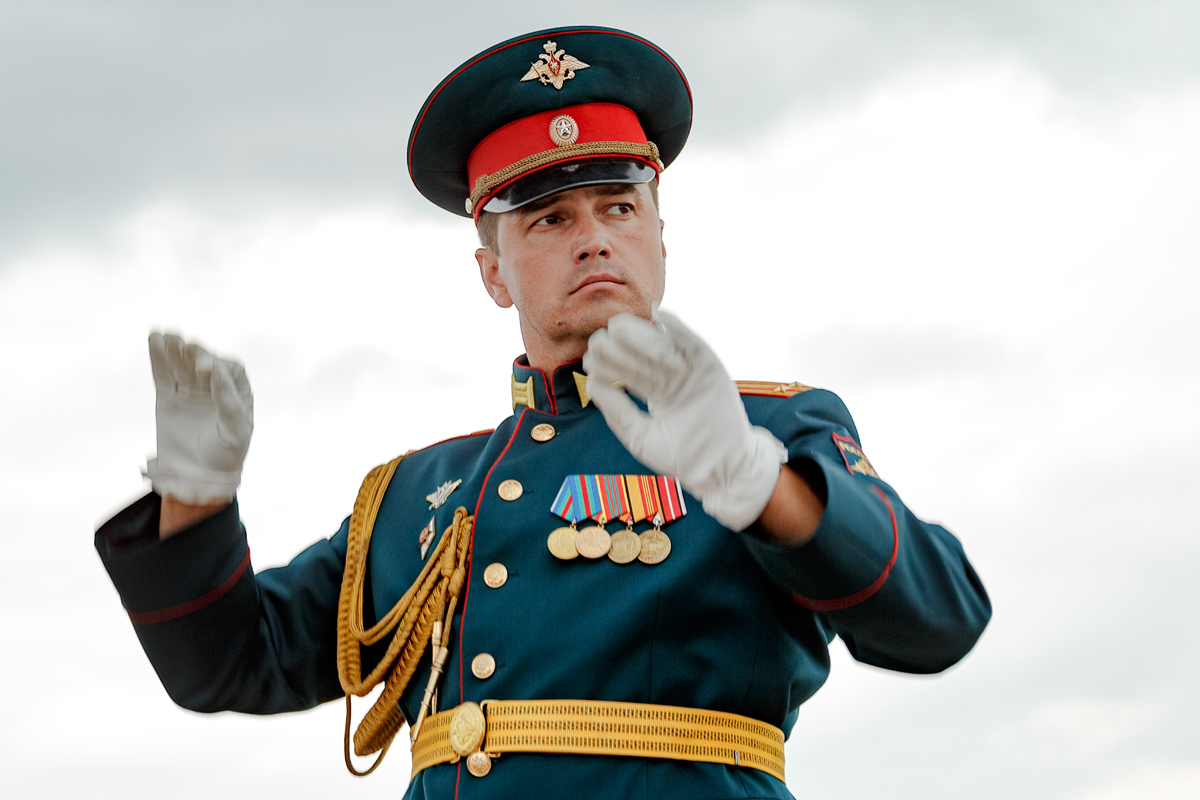
O Tenente-Coronel Vadim Pakhamov, diretor da banda.
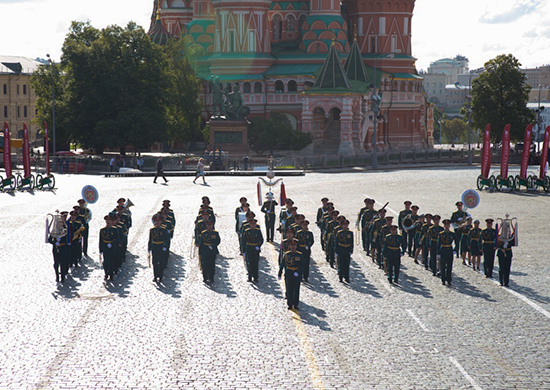
A banda na Praça Vermelha.
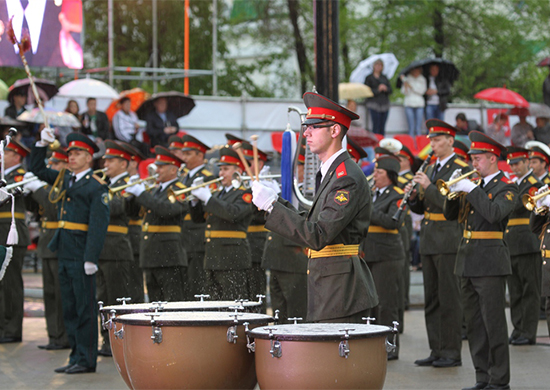
Um membro da banda no Festival Internacional de Bandas Militares das Ondas de Amur.
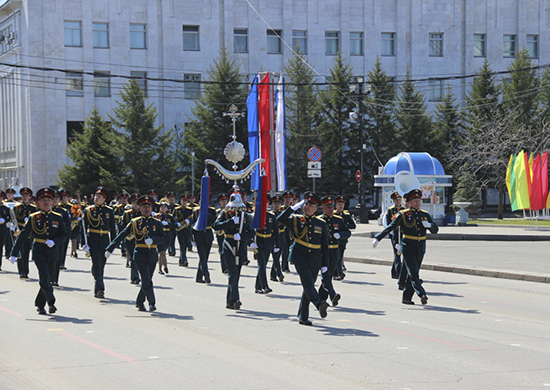
A banda durante o desfile do Dia da Vitória.
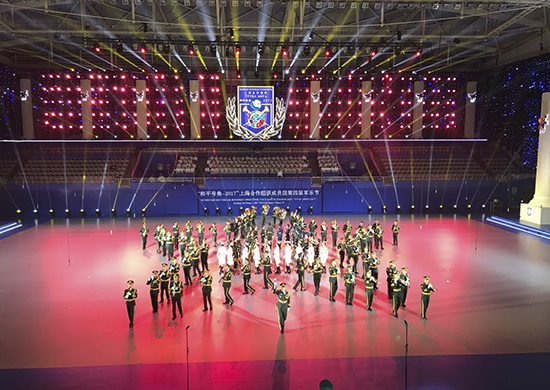
A banda se apresentando no Festival Internacional de Trompetes da Paz-2017 na China.

## Vertambém
- Frota do Norte (Rússia)